# Eurovision Song Contest 1984
Der 29. Concours Eurovision de la Chanson, so der offizielle Titel in diesem Jahr, fand am 5. Mai 1984 im Théâtre Municipal (Städtisches Theater) in Luxemburg statt. Nachdem die Länder Israel und Griechenland ihre Teilnahme abgesagt hatten, waren nur 19 Nationen am Start.
Gewinner wurden die Brüder Herrey mit Diggi-loo Diggi-ley. Das schwedische Lied über goldene Schuhe landete vor dem irischen Beitrag Terminal 3, den Johnny Logan für Linda Martin schrieb.

## Besonderheiten
Die deutschsprachigen Titel hatten 1984 wenig Erfolg: Mary Roos mit dem Titel Aufrecht geh’n von Michael Reinecke und Michael Kunze für Deutschland erreichte den 13. Platz, Welche Farbe hat der Sonnenschein? von der Gruppe Rainy Day belegte für die Schweiz Platz 16, Anita mit dem Lied Einfach weg für Österreich landete auf dem letzten Platz.
Die damals 19-jährige Désirée Nosbusch ist bis heute die jüngste Moderatorin des Wettbewerbs.
Diggi-loo Diggi-ley war ursprünglich nur der Arbeitstitel des späteren Siegerliedes, als noch kein Text zur Komposition existierte. Als lautmalerischer Ausdruck guter Laune sollte diese Wortfolge dann zwar im Refrain erhalten bleiben, der Titel selbst jedoch „In goldenen Schuhen“ heißen (deutsche Entsprechung: ‚Auf Wolke sieben‘). Versehentlich wurde das Lied aber unter seinem Arbeitstitel zum Wettbewerb eingereicht, was besonders Texterin Britt Lindeborg immer wieder bedauert hat, die für den an sich unsinnigen Titel heftige Kritik einstecken musste.

## Teilnehmer

Teilnehmende Länder
Länder, die bereits an einem früheren ESC teilgenommen hatten, aber nicht im Jahr 1984

Irland nahm nach einem Jahr Pause wieder am Wettbewerb teil. Da Griechenland und Israel verzichteten, sank die Teilnehmerzahl wieder auf 19 Länder.

### Wiederkehrende Interpreten
| Land                   | Interpreten                                          | Vorherige(s) Teilnahmejahr(e)   |
| ---------------------- | ---------------------------------------------------- | ------------------------------- |
| BR Deutschland         | Mary Roos                                            | 1972                            |
| Jugoslawien            | Izolda (Duett mit Vlado)                             | 1982 (als Mitglied von Aska)    |
| Jugoslawien            | Izolda (Duett mit Vlado)                             | Begleitung: 1983                |
| Österreich             | Gary Lux (Begleitung)                                | 1983 (als Mitglied von Westend) |
| Vereinigtes Königreich | Kit Rolfe (als Mitglied von Belle and the Devotions) | Begleitung: 1983                |

### Dirigenten
Jedes Lied wurde mit Live-Musik begleitet bzw. kam Live-Musik zum Einsatz – folgende Dirigenten leiteten das Orchester bei dem jeweiligen Land:
- Schweden – Curt-Eric Holmquist
- Luxemburg – Pascal Stivé
- Frankreich – François Rauber
- Spanien – Eddy Guerin
- Norwegen – Sigurd Jansen
- Vereinigtes Königreich – John Coleman
- Zypern – Pierre Cao
- Belgien – Jo Carlier
- Irland – Noel Kelehan
- Dänemark – Henrik Krogsgård
- Niederlande – Rogier van Otterloo
- Jugoslawien – Mato Dosen
- Österreich – Richard Oesterreicher
- BR Deutschland – Pierre Cao
- Türkei – Selçuk Basar
- Finnland – Ossi Runne
- Schweiz – Mario Robbiani
- Italien – Giusto Pio
- Portugal – Pedro Osório

## Abstimmungsverfahren
In jedem Land gab es eine elfköpfige Jury, die zunächst die zehn besten Lieder intern ermittelten. Danach vergaben die einzelnen Jurys 12, 10, 8, 7, 6, 5, 4, 3, 2 Punkte und 1 Punkt an diese zehn besten Lieder.

## Platzierungen
| Platz | Startnr. | Land                   | Interpret                  | Lied Musik (M) und Text (T)                                             | Sprache        | Übersetzung (Inoffiziell)     | Punkte |
| ----- | -------- | ---------------------- | -------------------------- | ----------------------------------------------------------------------- | -------------- | ----------------------------- | ------ |
| 01.   | 01       | Schweden               | Herrey’s                   | Diggi-loo Diggi-ley M: Torgny Söderberg; T: Britt Lindeborg             | Schwedisch     | –                             | 145    |
| 02.   | 09       | Irland                 | Linda Martin               | Terminal 3 M/T: Johnny Logan                                            | Englisch       | –                             | 137    |
| 03.   | 04       | Spanien                | Bravo                      | Lady, Lady M: Miguel Blasco; T: Amaya Saizar                            | Spanisch       | –                             | 106    |
| 04.   | 10       | Dänemark               | Hot Eyes                   | Det’ lige det M: Søren Bundgaard; T: Keld Heick                         | Dänisch        | Genau das ist es!             | 101    |
| 05.   | 08       | Belgien                | Jacques Zegers             | Avanti la vie M: Henri Seroka; T: Jacques Zegers                        | Französisch    | Komm im Leben vorwärts        | 070    |
| 05.   | 18       | Italien                | Alice and Battiato         | I treni di Tozeur M: Franco Battiato; T: Rosario Consentino, Giusto Pio | Italienisch    | Die Züge von Tozeur           | 070    |
| 07.   | 06       | Vereinigtes Königreich | Belle and the Devotions    | Love Games M/T: Paul Curtis, Graham Sacher                              | Englisch       | Liebesspiele                  | 063    |
| 08.   | 03       | Frankreich             | Annick Thoumazeau          | Autant d’amoureux que d’étoiles M: Vladimir Cosma; T: Charles Level     | Französisch    | So viele Verliebte wie Sterne | 061    |
| 09.   | 16       | Finnland               | Kirka                      | Hengaillaan M: Jukka Siikavire; T: Jussi Tuominen                       | Finnisch       | Lasst uns abhängen            | 046    |
| 10.   | 02       | Luxemburg              | Sophie Carle               | 100 % d’amour M: Jean-Pierre Goussaud; T: Jean Beriat, Patrick James    | Französisch    | 100 % Liebe                   | 039    |
| 11.   | 19       | Portugal               | Maria Guinot               | Silêncio e tanta gente M/T: Maria Guinot                                | Portugiesisch  | Stille und so viele Leute     | 038    |
| 12.   | 15       | Türkei                 | Beş Yıl Önce, On Yıl Sonra | Halay M: Selçuk Başar; T: Ülkü Aker                                     | Türkisch       | –                             | 037    |
| 13.   | 11       | Niederlande            | Maribelle                  | Ik hou van jou M/T: Peter van Asten, Richard Debois                     | Niederländisch | Ich liebe dich                | 034    |
| 13.   | 14       | BR Deutschland         | Mary Roos                  | Aufrecht geh’n M: Michael Reinecke; T: Michael Kunze                    | Deutsch        | –                             | 034    |
| 15.   | 07       | Zypern                 | Andy Paul                  | Anna Maria Lena (Άννα Μαρία Λένα) M/T: Andy Paul                        | Griechisch     | –                             | 031    |
| 16.   | 17       | Schweiz                | Rainy Day                  | Welche Farbe hat der Sonnenschein? M/T: Günter Loose                    | Deutsch        | –                             | 030    |
| 17.   | 05       | Norwegen               | Dollie de Luxe             | Lenge leve livet M/T: Benedicte Adrian, Ingrid Bjørnov                  | Norwegisch     | Lang lebe das Leben           | 029    |
| 18.   | 12       | Jugoslawien            | Vlado and Izolda           | Ćao amore M: Slobodan Bucevac; T: Milan Perić                           | Kroatisch      | Tschüss, meine Liebe          | 026    |
| 19.   | 13       | Österreich             | Anita                      | Einfach weg M: Brigitte Seuberth; T: Walter Müller                      | Deutsch        | –                             | 005    |

## Punktevergabe
| Land | Abstimmungsergebnisse | Abstimmungsergebnisse | Abstimmungsergebnisse | Abstimmungsergebnisse | Abstimmungsergebnisse | Abstimmungsergebnisse | Abstimmungsergebnisse | Abstimmungsergebnisse | Abstimmungsergebnisse | Abstimmungsergebnisse | Abstimmungsergebnisse | Abstimmungsergebnisse | Abstimmungsergebnisse | Abstimmungsergebnisse | Abstimmungsergebnisse | Abstimmungsergebnisse | Abstimmungsergebnisse | Abstimmungsergebnisse | Abstimmungsergebnisse | Abstimmungsergebnisse | Abstimmungsergebnisse |
| Land | Punkte                | SE                    | LU                    | FR                    | ES                    | NO                    | UK                    | CY                    | BE                    | IE                    | DK                    | NL                    | YU                    | AT                    | DE                    | TR                    | FI                    | CH                    | IT                    | PT                    | Votings               |
| --- | --------------------- | --------------------- | --------------------- | --------------------- | --------------------- | --------------------- | --------------------- | --------------------- | --------------------- | --------------------- | --------------------- | --------------------- | --------------------- | --------------------- | --------------------- | --------------------- | --------------------- | --------------------- | --------------------- | --------------------- | --------------------- |
| Schweden | 145                   |                       | 6                     | 6                     | 4                     | 10                    | 7                     | 12                    | 7                     | 12                    | 12                    | 10                    | 4                     | 12                    | 12                    | 3                     | 8                     | 10                    | 6                     | 4                     | 18                    |
| Luxemburg | 039                   | –                     |                       | –                     | 7                     | –                     | –                     | 7                     | –                     | 5                     | 5                     | –                     | 8                     | –                     | –                     | 4                     | –                     | –                     | 3                     | –                     | 07                    |
| Frankreich | 061                   | 2                     | –                     |                       | –                     | 2                     | 6                     | 3                     | 10                    | –                     | –                     | 12                    | –                     | 8                     | –                     | –                     | –                     | 4                     | 7                     | 7                     | 10                    |
| Spanien | 106                   | 10                    | 8                     | 10                    |                       | 6                     | 4                     | 6                     | 3                     | 7                     | 7                     | 2                     | 2                     | 6                     | –                     | 12                    | –                     | 3                     | 8                     | 12                    | 16                    |
| Norwegen | 029                   | 8                     | 7                     | –                     | –                     |                       | –                     | –                     | 1                     | 3                     | –                     | –                     | –                     | –                     | 2                     | –                     | 6                     | 2                     | –                     | –                     | 07                    |
| Vereinigtes Königreich                                                                                                 | 063                   | 3                     | 1                     | –                     | 3                     | 8                     |                       | 2                     | 2                     | 8                     | 1                     | 4                     | 1                     | 2                     | 7                     | 1                     | 4                     | –                     | 10                    | 6                     | 16                    |
| Zypern | 031                   | 4                     | –                     | 1                     | –                     | –                     | –                     |                       | –                     | 4                     | 10                    | –                     | 12                    | –                     | –                     | –                     | –                     | –                     | –                     | –                     | 05                    |
| Belgien | 070                   | –                     | 12                    | 12                    | 2                     | 3                     | –                     | –                     |                       | –                     | –                     | 8                     | –                     | 3                     | 4                     | 5                     | 10                    | –                     | 1                     | 10                    | 11                    |
| Irland | 137                   | 12                    | 5                     | 3                     | 10                    | 4                     | 8                     | 10                    | 12                    |                       | 3                     | 7                     | –                     | 10                    | 10                    | 10                    | 7                     | 12                    | 12                    | 2                     | 17                    |
| Dänemark | 101                   | 5                     | 3                     | 8                     | 6                     | 12                    | 12                    | 5                     | 8                     | 10                    |                       | 3                     | 6                     | 4                     | 5                     | 2                     | 5                     | 1                     | 5                     | 1                     | 18                    |
| Niederlande | 034                   | –                     | 2                     | 7                     | 8                     | –                     | 1                     | –                     | –                     | 6                     | –                     |                       | 5                     | –                     | –                     | –                     | –                     | 5                     | –                     | –                     | 07                    |
| Jugoslawien | 026                   | –                     | –                     | 2                     | –                     | –                     | 3                     | 8                     | –                     | –                     | –                     | –                     |                       | –                     | 3                     | 8                     | 2                     | –                     | –                     | –                     | 06                    |
| Österreich | 005                   | –                     | –                     | –                     | –                     | –                     | –                     | –                     | –                     | 1                     | 4                     | –                     | –                     |                       | –                     | –                     | –                     | –                     | –                     | –                     | 02                    |
| Deutschland | 034                   | –                     | –                     | 4                     | –                     | 7                     | 2                     | –                     | 6                     | –                     | 2                     | 5                     | –                     | 1                     |                       | –                     | –                     | –                     | 2                     | 5                     | 09                    |
| Türkei | 037                   | 6                     | –                     | –                     | –                     | –                     | 5                     | –                     | 4                     | 2                     | –                     | 1                     | 10                    | –                     | –                     |                       | 3                     | 6                     | –                     | –                     | 08                    |
| Finnland | 046                   | 7                     | –                     | 5                     | 1                     | 5                     | –                     | 4                     | –                     | –                     | 6                     | –                     | 3                     | 5                     | 1                     | 6                     |                       | –                     | –                     | 3                     | 11                    |
| Schweiz | 030                   | 1                     | –                     | –                     | –                     | –                     | 10                    | 1                     | 5                     | –                     | 8                     | –                     | –                     | –                     | –                     | –                     | 1                     |                       | 4                     | –                     | 07                    |
| Italien | 070                   | –                     | 10                    | –                     | 12                    | 1                     | –                     | –                     | –                     | –                     | –                     | –                     | –                     | 7                     | 6                     | 7                     | 12                    | 7                     |                       | 8                     | 09                    |
| Portugal | 038                   | –                     | 4                     | –                     | 5                     | –                     | –                     | –                     | –                     | –                     | –                     | 6                     | 7                     | –                     | 8                     | –                     | –                     | 8                     | –                     |                       | 06                    |
| Die Tabelle ist senkrecht nach der Auftrittsreihenfolge geordnet, waagerecht nach der chronologischen Punkteverlesung. |                       |                       |                       |                       |                       |                       |                       |                       |                       |                       |                       |                       |                       |                       |                       |                       |                       |                       |                       |                       |                       |

* Die Tabelle ist senkrecht nach der Auftrittsreihenfolge geordnet, waagerecht nach der chronologischen Punkteverlesung.

### Statistik der Zwölf-Punkte-Vergabe
| Anzahl | Land       | erhalten von                                      |
| ------ | ---------- | ------------------------------------------------- |
| 5      | Schweden   | Dänemark, Deutschland, Irland, Österreich, Zypern |
| 4      | Irland     | Belgien, Italien, Schweden, Schweiz               |
| 2      | Belgien    | Frankreich, Luxemburg                             |
| 2      | Dänemark   | Norwegen, Vereinigtes Königreich                  |
| 2      | Italien    | Finnland, Spanien                                 |
| 2      | Spanien    | Portugal, Türkei                                  |
| 1      | Frankreich | Niederlande                                       |
| 1      | Zypern     | Jugoslawien                                       |